# Feroz-ud-Din Mir
Feroz-ud-Din Mir (10 mars 1872 ? – 29 août 2014) était un citoyen indien ayant suscité une controverse sur son âge avancé. Il prétendait avoir 142 ans au moment de sa mort, faisant partie des cas incertains de longévité qui n'ont pas été reconnus par le Groupe de recherche en gérontologie ni par le Livre Guiness des records.

## Biographie
Feroz-ud-Din Mir prétendait être né dans le village de Bijhama, près d'Uri, dans le district de Baramulla, au nord du Jammu-et-Cachemire, le 10 mars 1872. Il s'est marié cinq fois et a eu dix enfants. Son épouse, au moment de son décès, avait 60 ans de moins que son âge déclaré. Il a été commerçant de fruits et de noix pendant de nombreuses années.
À l'âge déclaré de 141 ans, Feroz-ud-Din Mir était encore en bonne santé, car il pouvait marcher. Cependant, sa vue était mauvaise et il parlait d'une voix brisée.
La santé de Feroz-ud-Din Mir déclina durant les dernières années de sa vie, et très sérieusement avant sa mort. Bien que Feroz-ud-Din Mir ait déclaré ne pas ressentir son âge. Il a expliqué que, plus jeune, il travaillait à Karachi (aujourd'hui au Pakistan) et qu'il était facile de se rendre du Pakistan en Inde en raison de l'absence de frontière, c'est-à-dire avant la partition de l'Inde.
Feroz-ud-Din Mir est décédé dans son village natal en Inde le 29 août 2014 à l'âge déclaré de 142 ans et 169 jours. Si son âge était exact, il aurait été l'homme et la personne la plus âgée du monde vivant au moment de sa mort. Il aurait prétendument détenu ce record pendant 20 ans et 5 jours, ce qui impliquerait que les personnes de Jeanne Calment à Jiroemon Kimura (soit 26 personnes) n'auraient pas détenu ce titre.